# Рошіорі (комуна, Біхор)
Рошіорі (рум. Roșiori) — комуна у повіті Біхор в Румунії. До складу комуни входять такі села (дані про населення за 2002 рік):
- Вайда (561 особа)
- Міхай-Браву (1127 осіб)
- Рошіорі (1324 особи) — адміністративний центр комуни

Комуна розташована на відстані 448 км на північний захід від Бухареста, 20 км на північ від Ораді, 135 км на північний захід від Клуж-Напоки.

## Населення
У 2009 році у комуні проживали 3198 осіб.

## Зовнішні посилання
- Дані про комуну Рошіорі на сайті Ghidul Primăriilor